# Река по имени Титаш
«Река по имени Титаш» (бенг. তিতাস একটি নদীর নাম, Titash Ekti Nadir Naam) — бангладешский фильм режиссёра Ритвика Гхатака, вышедший в прокат 27 июля 1973 года. Сюжет базируется на одноименной новелле Адвайта Маллабармана и рассказывает о жизни рыбаков на берегу реки Титас в округе Брахманбария в 1930-х годах.
Наравне с «Канченджангой» (1962) Сатьяджита Рая и «Калькуттой 71» (1971) Мринала Сена, «Река по имени Титаш» один из предшественников Hyperlink cinema, показывающего нескольких персонажей в коллекции взаимосвязанных историй.

## Сюжет
В рыбацкой деревушке на берегу реки живёт девушка Басанти и два её друга Кишор и Субол. Обоим юношам нравится Басанти, но она предпочитает Кишора. Однажды после рыбалки Кишор отправляется в другую деревню, чтобы продать улов. Там он спасает Раджар, дочь старосты, и по воле обстоятельств становится её мужем. Однако на следующий день по пути в родную деревню Кишора, Раджар похищают бандиты. Ей удается спастись, но она не может вернуться к мужу, так как не успела запомнить ни его имени, ни лица. Кишор сходит с ума от горя. Басанти решает выйти замуж за Субола.
Только спустя 10 лет Раджар вместе со своим сыном предпринимает попытку найти Кишора. Но из-за угрозы голода никто в его деревне не хочет ей помогать. Только Басанти, которая к этому времени уже стала вдовой, предлагает ей помощь. Кишору и Раджар удается узнать друг друга, но только незадолго до их смерти. Их сына берётся воспитывать Басанти. Тем временем река начинает пересыхать, грозя лишить рыбацкую деревню   источника её существования. Насилие становится всё более частым явлением. Так как средства к существованию испаряются, деревня дробится на части и её жители становятся более отчаянными и корыстными.

## В ролях
- Рози Самад[англ.] — Басанти
- Прабир Митра — Кишор
- Кабори Сарвар[англ.] — Раджар
- Ритвик Гхатак — Тилак Чанд

## Производство
Фильм снят в Восточной Бенгалии, вскоре после провозглашения независимости Бангладеш.
После почти десяти лет, проведённых в неизвестности, страдая алкоголизмом, Гхатак вернулся к съёмкам художественного кино в начале 1970-х.
Чтобы начать работу, он прибыл в Дакку в 1972 году. Внезапное ухудшение состояния из-за туберкулёза в 1973 заставило режиссёра отсутствовать при съёмках самой важной части и редактировании фильма. Картина была завершена Баширом Ахмедом.

## Оценка критиков
Ричард Пропес написал в своей рецензии: «фильм — не для неопытного кинозрителя, и может время от времени быть непоследовательным, и заводит эксперимент слишком далеко, но энергия и великолепие Гхатака на всём его протяжении, делают его незабываемым фильмом о культурных изменениях и, на определенном уровне, потере идентичности личной и коллективной». А Деннис Шварц назвал его — «страстным фильмом, сделанным с большой уверенностью», добавив, что Гхатак с толком использует сюжет как трагическую аналогию того, что случилось с бенгальцами в результате раздела Бенгалии между Индией и Пакистаном в 1947 году.
Картина была включена в список 10 лучших фильмов Бангладеш согласно опросу, проведенному Британским институтом кино в 2007 году.
В 2010 году фильм был показан на Каннском кинофестивале в программе «Каннская классика».